# 馬里奧·阿布拉莫維奇
馬里奧·阿布拉莫維奇（Mario Abramovich，1926年10月31日—2014年12月1日），是一名阿根廷小提琴家和作曲家。自1973年，他是首席六重奏成员之一，直至他去世。他因《祸根》中的表演而闻名于世。
2014年，他死于阿根廷布宜诺斯艾利斯，享年88岁。

## 其他链接
- "Celos" （页面存档备份，存于）. Contiene un solo de violin de Mario Abramovich.
- Historias de oro[]. Entrevista en la 2x4 a Mario Abramovich